# Elecciones estatales de Kelantan de 2013
Las elecciones estatales de Kelantan de 2013 tuvieron lugar el 5 de mayo del mencionado año, con el objetivo de renovar los 45 escaños de la Asamblea Legislativa Estatal, que a su vez investiría a un Menteri Besar (Gobernador o Ministro Principal) para el período 2013-2018, a no ser que se realizaran elecciones adelantadas en dicho período. Como casi todas las elecciones estatales kelantanesas, tuvieron lugar al mismo tiempo que las elecciones federales para el Dewan Rakyat de Malasia a nivel nacional.
El Menteri Besar Nik Abdul Aziz Nik Mat del Partido Islámico de Malasia (PAS), opositor a nivel federal y oficialista a nivel estatal, anunció su retiro del poder después de haber gobernado Kelantan desde las elecciones históricas de 1990, en las cuales había arrebatado el poder al Barisan Nasional (Frente Nacional o BN), gobernante del país desde la independencia. El candidato del PAS para ocupar su cargo fue Ahmad Yaakob. Las candidaturas del PAS fueron a su vez apoyadas por la alianza Pakatan Rakyat (Pacto Popular o PR), que competía a nivel federal. El candidato del BN fue su líder histórico Mustapha Mohamed, principal oponente de Nik Abdul Aziz desde hacía más de una década.
En consonancia con los malos resultados del oficialismo federal, el PAS revalidó por aplastante margen su mandato al recibir el 55.26% del voto popular y una mayoría de dos tercios de 33 de los 45 escaños. El BN polarizó por completo la elección, recibiendo el 44.62% y 12 escaños. Las demás fuerzas y candidaturas independientes recibieron solo 888 votos (0.12%). La participación fue del 84.92% del electorado registrado. Yaakob fue juramentado el 6 de mayo de 2013, poniendo fin a veintitrés años de gobierno de Nik Abdul Aziz.